# Fornace Coccapani
La fornace Coccapani di Calcinaia fu realizzata nel 1768, trasformando in officina gli edifici annessi alla torre duecentesca, già di proprietà della famiglia Coccapani. Essa era destinata alla produzione di ceramica invetriata di uso comune.
Dal 12 dicembre del 2015 è adibita a museo della ceramica.

## Storia
L'installazione di una fornace per la produzione di vasi nel territorio di Calcinaia si data al 1696, quando i Certosini di Calci decisero di affiancarla alle fornaci di calcina e laterizi, che possedevano a Montecchio dal XV secolo. La fornace rimase attiva fino al 1768. Durante la sua attività la bottega era formata da due fornaci: la più piccola gestita dal senese Giovan Battista Franci, che produsse vasellame da mensa a imitazione della porcellana (‘Maiolica di Montecchio'); la più grande per la produzione di stoviglie più comuni (‘piatti da contadini’), affidata a Marco di Giovanni Coccapani, vasaio di origine modenese.
Il ricavato dalla vendita dei prodotti finiti, dopo aver detratto la quota che spettava ai ceramisti, andava nella cassa della Certosa.
In seguito alla decisione del Franci di abbandonare il lavoro, nel 1716 l'intera attività rimase nelle mani della famiglia Coccapani. Nel 1769, Lodovico Coccapani, figlio di Marco, fu costretto a trasferire l'officina a Calcinaia per i continui contrasti con i Padri della Grancia Certosina, che volevano smantellare l'intero complesso della fornace. L'attività fu dunque impiantata negli edifici presso la ‘torre alla fornace’, dove la famiglia Coccapani possedeva una casa dal 1746.
Nel 1832 alla morte di Lodovico Coccapani l'intera manifattura fu ereditata dai suoi tre figli, in particolare Sigismondo fu il vero gestore della fornace. In questo stesso periodo fu realizzata la seconda fornace a doppia camera di combustione situata a sud rispetto a quella Settecentesca. Alla morte di Sigismondo nel 1869 la proprietà passò ai figli Lodovico e Rosa che ebbero come ceramisti prima Giovanni Cervelli e successivamente Raffaello Rovini. Rosa, ultima discendente della famiglia Coccapani, cedette la proprietà all'Opera Cardinale Maffi, che la affidò alla famiglia Rovini fino al 1960; essa venne successivamente abbandonata e le strutture in parte riconvertite in abitazioni private.

## Descrizione
Le fornaci di Calcinaia sono del tipo verticalecaratterizzate da una struttura a quattro livelli, con una camera di combustione al piano pavimentale che si apre con una bocca ad arco a tutto sesto. Il calore si trasmetteva alle due camere di cottura superiori attraverso le aperture nelle volte in laterizio. Anche i vani cottura sovrapposti hanno aperture ad arco che durante la fase di cottura dei vasi venivano tamponate con laterizi per impedire la dispersione del calore. La copertura era costituita da una tettoia poggiante su pilastri di mattone che permetteva la fuoriuscita del fumo. A partire dalla fine dell'Ottocento il laboratorio per la lavorazione dell'argilla si trovava nel vano centrale collegato alle fornaci e agli ambienti di servizio; nella fase più tarda fu aggiunto un ambiente destinato alla vendita diretta dei prodotti ceramici.

## Produzione ceramica
La fornace di Calcinaia rientra nell'area di diffusione della produzione di ceramica ingobbiata che caratterizzava il Basso val d’Arno tra XVI e XIX secolo. La localizzazione lungo l'Arno era funzionale alla facile reperibilità dell'argilla e del combustibile e alla distribuzione del carico lungo il corso del fiume, fino a Pisa e Livorno.
Inizialmente la fornace era specializzata in ‘'Maioliche di Montecchio'’ molto pregiate per la resistenza al fuoco e l'impermeabilità e nella produzione di ceramica di uso comune ingobbiata e invetriata. A partire dal 1832, venivano prodotti piatti e catini ingobbiati, dipinti in verde e giallo, o ancora, invetriati e maculati.
La maggior parte dei reperti risale alla metà del XIX secolo, ai tempi della gestione di Lodovico. In questo periodo termina la produzione di ceramica invetriata, continua quella di vasellame da fuoco (es. catini), e viene introdotta una nuova tipologia, quella dei vasi da fiori da giardino che assumerà via via sempre maggiore importanza.

## Recupero e musealizzazione
Il processo di recupero della fornace si inserisce in un più ampio progetto di valorizzazione del centro storico, iniziato nel 1999 con scavi archeologici effettuati a più riprese dalla SBAT (Soprintendenza dei Beni Archeologici della Toscana), che hanno messo in luce le varie fasi di attività della bottega. Lo studio delle architetture ha permesso di evidenziare l'aspetto originario della struttura non più visibile a causa dell'utilizzo che ne era stato fatto a partire dalla metà del Novecento come unità abitative. Il complesso, che comprende oltre alle due fornaci anche la torre medievale, è stato acquisito nel 2011 dal Comune di Calcinaia e il 12 dicembre del 2015 è stato inaugurato il nuovo spazio museale allestito al suo interno.